# Apicia mesenterica
Apicia mesenterica là một loài bướm đêm trong họ Geometridae.